# Перформанс

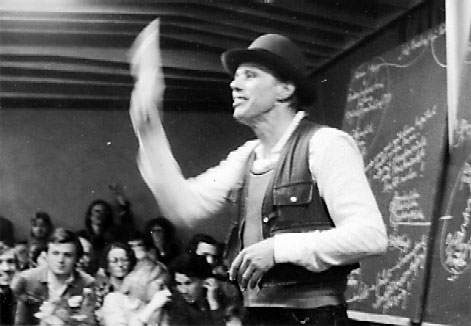
Перформанс Йозефа Бойса, 1978

Перфо́рманс (англ. performance — исполнение, представление, выступление) — форма современного искусства, жанр театрально-художественного представления, в которой произведения составляют действия художника или группы в определённом месте и времени. К перформансу можно отнести любую ситуацию, включающую четыре базовых элемента: время, место, тело художника и отношения художника и зрителя. В этом заключается отличие перформанса от таких форм изобразительного искусства, как картина или скульптура, где произведение определяется выставленным объектом. Иногда перформансом называют такие традиционные формы художественно-артистической деятельности, как театр, танец, музыка, цирковые выступления и т. п., однако в современном искусстве термин «перформанс» относится обычно к формам авангардного или концептуального искусства, наследующим традицию изобразительного искусства.
Появление перформанса связано с проблемами живописи авангарда: преодоление живописного пространства картины, выход к конструкции как основная тенденция авангардного искусства. Истоки перформанса восходят к практикам уличных выступлений футуристов, клоунады дадаистов, театру Баухауза. Впервые слово «перформанс» было применено к своему произведению-действию американским композитором и философом Джоном Кейджем в 1952 году, исполнившим на сцене «4′33″»[уточнить]. В афише этого концерта значилось — перформанс. Как направление искусства перформанс возник в 1960-е годы в творчестве таких художников, как Ив Кляйн, Вито Аккончи, Герман Нич, Крис Бурден, Йоко Оно, Йозеф Бойс и др. B наше время Олег Кулик, Марина Абрамович, Ваграм Зарян, Стивен Коэн и др.

## Виды перформанса

### Экзистенциальный перформанс
К данному виду перформанса можно причислить перформанс Брюса Наумана «Мужчина/женщина, случай насилия» (1985) и Марины Абрамович «Балканское барокко». Характерной особенностью данного вида является стремление к крайнему проявлению тактильного садизма, активная подвижность и продуманный сценарий, выраженный в жёсткой фиксации конца.

### Концептуальный (классический) перформанс
Характерной особенностью присущей концептуальному перформансу, является создание жёстких пародий на социальные, политические и идеологические темы. Сама концепция заключалась в нарушении общественных норм посредством нарушения общественных границ личности. Сюда можно отнести перформанс Лори Андерсон под названием «Дуэты на льду», на котором Лори, играя на скрипке, стояла на коньках, вмёрзших в ледяной блок.

## Происхождение
Искусство перформанса не ограничивается европейскими и американскими традициями искусства. Выдающихся практиков перформанса можно найти в Азии и Латинской Америке. Исполнители и теоретики перформанса полагают, что искусство перформанса зародилось на основе таких практик, как ритуальные, религиозно-мистические и спортивные действия.
В эпизоде In Our Time (BBC Radio 4, 20.10.2005, ЧТ, 21:30) Анжи Хоббс, доцент философских наук университета Уорика; Мириам Гриффин, член совета колледжа Сомервиля, Оксфорд; и Джон Моулз, профессор античной истории университета Ньюкасла, обсуждали с Мелвином Браггом предположение, что древнегреческие философы Антисфен и Диоген практиковали форму перформанса. Также они выдвинули теорию, что название «киники», происходящее от слова «собака», было дано философам из-за «собачьего» образа жизни, которому подражал в своих перформансах Диоген.
Западные теоретики культуры обычно прослеживают историю искусства перформанса с начала XX века, когда зародилось творчество русских конструктивистов, футуристов и дадаистов. Нестандартные поэтические выступления дадаистов, обычно происходившие в Кабаре Вольтер, можно считать предвестниками перформансов. Родоначальниками искусства перформанса также можно назвать представителей русского футуризма, таких как Давид Бурлюк, Александр Родченко и Варвара Степанова. Эльзу фон Фрейтаг-Лорингофен (1874—1927) можно считать одной из первых европейских и североамериканских исполнительниц перформанса. В своих выступлениях она подвергала сомнению традиционно устоявшиеся представления о культуре, феминности и самом понятии здравого смысла. Согласно мысли критика искусства Харольда Розенберга живопись действия (1940-е — 1950-е) позволила художникам стать исполнителями перформанса. Холст стал «ареной для выступления». Поэтому критик считает, что можно говорить о картинах как о запечатлённых перформансах художников.
Абстрактный экспрессионизм и живопись действия также оказали влияние на формирование и развитие таких направлений, как флуксус, хеппенинг и перформанс.
Появление искусства перформанса было предвосхищено, если не полностью выражено, в творчестве японской группы Гутай в 1950-х годах, проект Ацуко Танака Electric Dress (1956). Предвестниками перформанса были также такие работы Ива Кляйна, как Zone de Sensibilité Picturale Immatérielle 1959-1962 гг., Anthropométries (Антропометрии) (1960) и Saut dans le vide (Прыжок в пустоту).
В конце 1960-х годов такие представители направления ленд-арт, как Роберт Смитсон, Деннис Оппенгейм, Майкл Хейзер и Карл Андре создавали произведения искусства на экологическую тему, которые предсказали искусство перформанса 1970-х годов. Произведения Ива Кляйна и представителей ленд-арта повлияли на работы концептуальных художников ранних 1980-х годов, таких как Сол Левитт, который превратил стенную роспись в акт перформанса.
С появлением множества новых работ и концепций увеличивающегося числа художников возникли новые виды и формы искусства перформанса. Прототипами для того вида искусства, которое позднее будет охарактеризовано непосредственно как «перформанс» послужили такие произведения, как Wall piece for orchestra (1962) Йоко Оно, Meat Joy (1964) и Interior Scroll (1975) Кэроли Шниманн, Happening YOU Вольфа Фостеля (1964, Нью Йорк), How to Explain Pictures to a Dead Hare (1965) Йозефа Бойса, многочисленные хеппенинги Аллана Капроу и акт сжигания флага на Бруклинском Мосту (1968) Яёи Кусама.